# Лудвиг I фон Йотинген
Лудвиг I фон Йотинген (на немски: Ludwig I von Oettingen; * ок. 1110/1120 в Йотинген; † ок. 1150) е граф на Йотинген в Швабия, Бавария.
Той е син на фон Йотинген. През 1147 г. Лудвиг I фон Йотинген получава титлата граф.

## Деца
Лудвиг I има пет сина:
- синове (* пр. 1142)
- Лудвиг II фон Йотинген (* ок. 1148,† пр. 28 юни 1225), граф на Йотинген, женен пр. 1193 г. за София фон Лехсгмюнд? (* ок. 1160; † 5 април 1242/9 март 1243)
- Зигфрид фон Йотинген († сл. 13 ноември 1237), провост в Регенсбург, 1237 г. епископ на Бамберг
- ? Бертхолд фон Йотинген († 3 май сл. 1213)
- ? Бертхолд фон Йотинген († 3 май сл. 1213)